# Самудрагупта
Самудрагу́пта (роки правління 350–375) — другий імператор династії Гупта середньовічної Індії. Правління Самудраґупти відкрило «золоту добу» Індії, він був талановитим імперським завойовником та покровителем мистецтва і літератури.

## Завоювання Самудрагупти

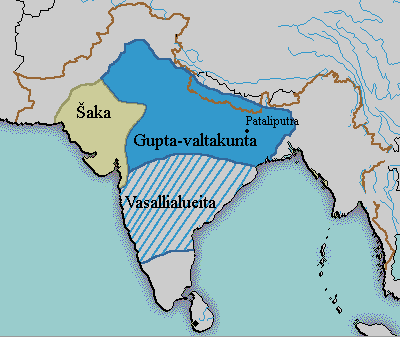
Володіння Самудрагупти

На початок правління Самудрагупти до держави Гуптів входили сучасна Північна Індії, північний Біхар і Західна Бенгалія. Діючи на прохання помираючого батька, молодий правитель приступив до високого індуїстського політичного ідеалу: завоювати чотири сторони арійського світу. Панегірик поділяє противників Самудрагупти на чотири категорії: убиті правителі, чиї володіння Самудрагупта додав до своїх володінь, переможені правителі, але звільнені з милості завойовника, «сусідні» царі, які були змушені платити данину і «далекі» правителі, які визнавали Самудрагупту як імператора, посилаючи йому посольства. Першими підкорилися володарі гангського басейну, знищивши їх Самудрагупта став правителем території від Раві на заході до Брахмапутра на сході, і від підніжжя Гімалаїв на півночі до Нармади на півдні країни. У другій категорії було 12 царьків з території між Маханаді та Ґодаварі. У третю категорію ввійшло більше десятка племінних вождів Ассаму, Мальви, Гуджарату, Пенджабу, Раджпутани. Нарешті, Сакський сатрап Західної Індії і Кушанський правитель у Північно-Західної Індії та Афганістану платили йому данину. Правитель Шрі-Ланки відправив посольство з проханнями забезпечити привілеями сингальських ченців в Бодхгаї.
Близько 365 р. Самудрагупта ввів жертвопринесення коня, як традиційний символ панування над арійською Індією.

## Внутрішня політика Самудрагупти
Самудрагупта карбував золоті динари, які мали 87 відсотків вмісту золота. На одній з його монет зображено жертвопринесення коня, інша показує його гру на арфі. Він був талановитим музикантом, поетом і людиною, яка брала участь у релігійних дискусіях. Збереглись архітектурні споруди, побудовані за його правління. Самудрагупта був прихильником індуїзму, але виявляв заступництво іншим релігіям, один з його головних придворних Васубандху був великим буддійським філософом. Залишилось мало відомостей про його адміністративну систему, але як свідчить вступна частина пізнього яванського тексту «Тантрікамандака», він був ідеальним правителем.